# Dobri Dol (Vrapčište)
Dobri Dol (makedonsky: Добри Дол, albánsky: Dobërdoll) je vesnice v Severní Makedonii. Nachází se v opštině Vrapčište v Položském regionu. Dříve spadala do opštiny Negotino-Pološko. 
Podle sčítání lidu z roku 2002 žije ve vesnici 5223 obyvatel. Etnickými skupinami jsou:
- Albánci – 5 206
- Makedonci – 2
- Turci – 1
- ostatní – 14